# 沃绍尔
沃绍尔，是匈牙利维斯普雷姆州所辖的一个村，总面积33.69平方公里，总人口1492，人口密度44.3人/平方公里（2010年1月1日）。